# پرینس۲

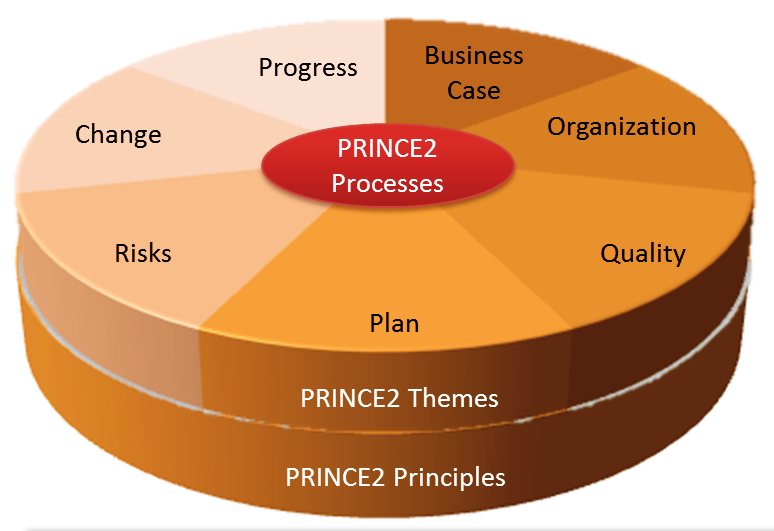
پرینس۲ - ساختار

پرینس۲ یک متدولوژی مدیریت پروژه است که توسط سازمان بازرگانی دولت بریتانیا (OGC) توسعه داده شد و به طور گسترده در درون دولت انگلستان عملاً به عنوان استاندارد مدیریت پروژه برای پروژه‌های عمومی استفاده می‌شود.
متدولوژی پرینس۲ شامل مدیریت، کنترل و سازماندهی یک پروژه است.
پرینس۲ نیز برای اشاره به آموزش و گواهینامه رسمی متخصصان مجاز این متدولوژی گفته می‌شود.

## پروژه
پروژه: یک سازمان موقتی که باید یک نتیجه منحصربه‌فرد و از پیش تعیین شده را با یک زمان از قبل تعیین شده و منابع مشخص، ایجاد کند.

## ویژگی‌های یک پروژه

### دگرگونی
در طول هر پروژه دگرگونی‌های پیشبینی شده یا پیشبینی نشده وجود دارد.

### عدم اطمینان
رویدادهای نامشخص در طول هر پروژه باعث می‌شود دید روشنی از پایان پروژه نداشته باشیم.

### موقت
هر پروژه دارای یک ابتدا و یک پایان است.

### منحصر به فرد
هر پروژه منحصر به فرد است.

### سازگار
در هر پروژه افرادی با مهارت‌های مختلف نقش دارند.

## شش متغیر پروژه
- مدت
- هزینه
- سود
- کیفیت
- گستره یا قلمرو
- ریسک

## پایه‌های پرینس۲
- اصل
- تم
- فرایند

## اصل‌های پرینس۲

### توجیه پیوسته
پروژه نیاز به توجیه پیوسته دارد. یک پروژه که دیگر توجیه ندارد باید قطع شود.

### نقش و مسئولیت
هر پروژه ۳ دست اندرکار دارد:
- شرکت: کسی که هدف‌های پروژه را تصویب و پشتیبانی می‌کند و تضمین می‌کند که سرمایه‌گذاری شرکت ارزش به ارمغان می‌آورد.
- کاربر: کسانی که، هنگامی که پروژه به اتمام رسید، از محصولات به منظور دستیابی به منافع مورد انتظار استفاده می‌کنند.
- پیمانکار: کسانی که منابع و تخصص مورد نیاز پروژه را تأمین می‌کنند.

### مدیریت با سکانس‌ها
پروژه سکانس به سکانس برنامه‌ریزی و کنترل می‌شود.

### مدیریت با استثنا
در هر پروژه باید محدودیت‌هایی برای بودجه و برنامه و قلمرو قایل شد که تحت ان محدودیت قابل تحمل است.

## مضمون‌های پرینس۲

### ریسک
- ریسک: یک پیشامد احتمالی است که یک کنش مشخص منجر به ان می‌شود.
- پیشامد ریسک می‌تواند خوشایند یا ناخوشایند باشد.
- نوع پاسخ به ریسک:
- پاسخ به ریسک با پیشامد ناخوشایند: جلوگیری، کاهش، اجتناب، انتقال، اشتراک، قبول.
- پاسخ به ریسک با پیشامد خوشایند: اشتراک، به کار گیری، بهبود، رد.

## فرایندهای پرینس۲
- طرح
- ایجاد
- هدایت
- کنترل یک سکانس
- مدیریت ارائه
- مدیریت لیمیت
- مدیریت پایانی

1. ↑  "What is PRINCE2®?". AXELOS. Retrieved 1 February 2017.
2. ↑  David Hinde (2012). PRINCE2 Study Guide. John Wiley & Sons. p. 16. ISBN 978-1-119-97097-2.
3. ↑  Reid, Amy (30 ژوئیه 2013). "Capita acquires majority stake in ITIL and PRINCE2". Association for project management. International project management association. Archived from the original on 30 January 2016. Retrieved 22 February 2016. AXELOS has been revealed as the name of the new joint venture between Capita and the Cabinet Office set up to manage the best management practice training tools and accreditations, including PRINCE2, and ITIL. [...] Capita and the Cabinet Office have established a 51:49 per cent stake in the new organisation that will own the intellectual property (IP) of this portfolio of products [...]